# Episodi di City Hunter

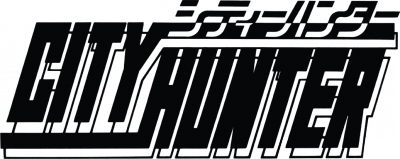
Logo della serie

Questa voce contiene la lista degli episodi dei vari adattamenti anime ispirati al manga City Hunter, prodotti dallo studio d'animazione Sunrise e trasmessi in Italia. I nomi elencati sono quelli utilizzati nell'adattamento dell'anime. Si tratta di quattro serie televisive, realizzate tra il 1987 e il 1991, per un totale di 140 episodi: City Hunter di 51 episodi, City Hunter 2 di 63 episodi, City Hunter 3 di 13 episodi e City Hunter '91 di 13 episodi.

## Lista episodi

### City Hunter: prima serie
City Hunter (シティーハンター?) è una serie di 51 episodi andata in onda in Giappone dal 6 aprile 1987 al 28 marzo 1988. In Italia è stata trasmessa per la prima volta dal 6 gennaio 1997 su Italia 7.

### City Hunter 2: seconda serie
City Hunter 2 (シティーハンター2?) seconda serie di 63 episodi andata in onda in Giappone dall'8 aprile 1988 al 14 luglio 1989. In Italia è stata trasmessa per la prima volta dal 6 marzo 1997 su Italia 7.
| N°  | N° | Titolo italiano Giapponese 「Kanji」 - Rōmaji | In onda           | In onda      |
| N°  | N° | Titolo italiano Giapponese 「Kanji」 - Rōmaji | Giapponese        | Italiano     |
| 52  | 1  | Hunter, marito ideale (prima parte) 「獠は許嫁!? 出会って恋して占います! （前編）」 - Ryou wa iinazuke!? Deatte koishite uranaimasu! (zenpen) | 8 aprile 1988     | 6 marzo 1997 |
| 52  | 1  | Noemi, una giovanissima modella quasi sedicenne, viene salvata da Hunter durante un'aggressione. Fissata con l'oroscopo, mette in scena un improbabile amore per il suo salvatore, arrivando a chiedergli addirittura di sposarla. In realtà il matrimonio con Hunter le servirebbe solo per rompere il contratto di modella e potersi così occupare della sua reale passione, la fotografia. Intanto, il fratello minore Nicolas continua di nascosto ad inviarle lettere minatorie, essendo geloso di Hunter e di tutti coloro che l'avvicinano. Noemi però è minacciata anche da un vero killer. |                   |              |
| 53  | 2  | Hunter, marito ideale (seconda parte) 「獠は許嫁!? 出会って恋して占います! （後編）」 - Ryou wa iinazuke!? Deatte koishite uranaimasu! (kōhen) | 15 aprile 1988    | 1997         |
| 53  | 2  | Il killer si rivela essere Silver Fox, un assassino molto abile nei travestimenti, il quale vuole eliminare a tutti i costi la modella poiché lo aveva involontariamente fotografato dopo aver commesso un delitto. Fortunatamente Hunter riesce a neutralizzare Silver Fox sul set fotografico facendolo battere in ritirata, salvando nuovamente Noemi e liberandola dal suo contratto. Ora però la ragazzina si è davvero innamorata di lui. |                   |              |
| 54  | 3  | Kreta è in pericolo (prima parte) 「狙われた香‼ 愛の言葉はさようなら （前編）」 - Nerawareta Kaori!! Ai no kotoba wa sayōnara (zenpen) | 22 aprile 1988    | 1997         |
| 54  | 3  | Silver Fox torna a sfidare Hunter minacciando di uccidere Kreta, convinto che si tratti della sua fidanzata. Per non mettere in pericolo la sua socia, all'inizio Hunter si comporta in maniera indifferente, uscendo consecutivamente con tre ragazze per cercare di convincere l'assassino che non vi è alcuna relazione sentimentale con Kreta. Silver Fox comunque non abbocca, costringendo il detective a licenziare la sua assistente, con la scusa che la sua è una professione troppo pericolosa. |                   |              |
| 55  | 4  | Kreta è in pericolo (seconda parte) 「狙われた香‼ 愛の言葉はさようなら （後編）」 - Nerawareta Kaori!! Ai no kotoba wa sayōnara (kōhen) | 29 aprile 1988    | 1997         |
| 55  | 4  | Kreta, ferita nell'orgoglio, si trasferisce da Falcon, a cui chiede di essere addestrata a combattere. Per dimostrare di essere degna di lavorare con Hunter decide quindi di sfidare Silver Fox in un duello. Grazie agli insegnamenti del mercenario, la ragazza se la caverà alla grande nello scontro con l'assassino, sorprendendo lo stesso Hunter che, sebbene titubante per paura di non riuscire a proteggerla a dovere in futuro, le permette di ritornare ad essere la sua assistente. |                   |              |
| 56  | 5  | La scrittrice di gialli 「モッコリ迷探偵!?美人作家の推理ゲーム」 - Mokkori meitantei!? Bijin sakka no suiri game | 6 maggio 1988     | 1997         |
| 56  | 5  | Hunter e Kreta devono sorvegliare Amalia, una famosa scrittrice di gialli che desidera acquisire maggiori informazioni sul mondo della malavita in modo da ricavare delle idee per il suo prossimo libro. La ragazza riesce a fissare un appuntamento con Falcon affinché le conceda un'intervista, rimanendo affascinata dal possente mercenario. Nella ricerca di ulteriori spunti, Amalia si intrufola in un negozio di antiquariato utilizzato da mafiosi come copertura per le loro attività illecite, ma viene scoperta. Falcon e Hunter uniscono le forze per proteggerla. |                   |              |
| 57  | 6  | La pittrice 「獠がヌードﾓﾃﾞﾙ!? 名画を盗んだ美人画家」 - Ryou ga nude model!? Meiga o nusunda bijin gaka | 13 maggio 1988    | 1997         |
| 57  | 6  | Una ragazza di nome Erika ruba un quadro da una galleria d'arte e fugge, imbattendosi in Hunter che la difende dai due uomini che la stavano inseguendo. Il quadro, un ritratto della stessa Erika di quando era piccola, è però un falso. La giovane possiede infatti l'originale che era stato dipinto dal padre, un famoso pittore purtroppo scomparso del quale era stato allievo proprio il direttore della galleria. Quest'ultimo, infatti, sta falsificando i quadri del suo maestro al solo scopo di venderli e arricchirsi. |                   |              |
| 58  | 7  | L'isola di cristallo 「南の島からの依頼 ココナツ娘と愛の楽園」 - Minami no shima kara no irai - Coconut musume to ai no rakuen | 20 maggio 1988    | 1997         |
| 58  | 7  | Hunter e Kreta giungono in maniera rocambolesca su un'isola tropicale abitata solamente da Cristina, una giovane ragazza che intende preservarne le bellezze naturali, fra cui stupende formazioni cristalline presenti nelle grotte. Un gruppo di uomini vuole però acquisire con ogni mezzo il controllo dell'isola per poterla sfruttare, ignorando i possibili danni al suo delicato ecosistema. I due detective, supportati da Falcon, aiuteranno Cristina a difenderla. |                   |              |
| 59  | 8  | L'agente investigativo 「気がつけば危ない刑事 東京だよ お父つぁん!」 - Ki ga tsukeba abunai deka - Tokyo da yo otottsan! | 27 maggio 1988    | 1997         |
| 59  | 8  | Hunter è in giro con Kreta a distribuire volantini per promuovere la loro attività, ma come al solito non perde occasione di corteggiare ogni bella ragazza. In questo modo conosce Michela, la quale accetta l'invito ad uscire con lui. La giovane lo porta in un locale per presentarlo al padre come suo fidanzato, dal momento che si è trasferita in città per diventare una stilista contro il volere dello stesso genitore, che vorrebbe invece riportarla a casa. Hunter, per stare al gioco, finge di lavorare per la polizia, ma il papà di Michela vuole vedere il suo ufficio per poterlo conoscere meglio. Lo sweeper si vede costretto a portarlo alla centrale e chiede aiuto a Selena.                                                                                             |                   |              |
| 60  | 9  | Il limite di velocità 「恋の速度違反! 白バイ美人と手錠で交際」 - Koi no speed hhan! Shirobai bijin to tejō de kōsai | 3 giugno 1988     | 1997         |
| 60  | 9  | Nel suo giorno libero Selena esce con Hunter intenzionata solo a divertirsi con lui. Mentre viaggiano a bordo della sua Porsche, la detective riconosce il sospettato di un caso che sta seguendo riguardante la contraffazione di pellicce, e i due si mettono all'inseguimento dell'auto. Tuttavia, a causa dell'eccessiva velocità, vengono fermati da una giovane agente di polizia di nome Giusy, permettendo in questo modo al falsario di dileguarsi. Dopo essersi scusata per il troppo zelo, Giusy decide di collaborare con Selena e Hunter per arrestarlo. |                   |              |
| 61  | 10 | La principessa Alma (prima parte) 「モッコリ殺し!? 王女の高貴なオーラ （前編）」 - Mokkorigoroshi!? Ōjo no kōki na aura (zenpen) | 10 giugno 1988    | 1997         |
| 61  | 10 | La principessa Alma e la sua giovanissima dama di compagnia Salina assumono Hunter come guardia del corpo. Essendo già a conoscenza delle sue manie libidinose, decidono di scambiarsi i ruoli. Ciononostante, Hunter continua a provarci con la ragazza, ma ogni volta sembra venire bloccato da una strana energia da lei emessa, arrivando a pensare che si tratti di un uomo. Salina ne approfitta per mentirgli, affermando che Alma è in effetti un maschio. La principessa si è però innamorata di Hunter e vorrebbe dirgli la verità ma, dopo aver appreso del nuovo inganno orchestrato dalla sua damigella, scappa dall'appartamento piangendo, convinta di aver perso per sempre l'amore di Hunter.                                                                                      |                   |              |
| 62  | 11 | La principessa Alma (seconda parte) 「モッコリ殺し!? 王女の高貴なオーラ （後編）」 - Mokkorigoroshi!? Ōjo no kōki na aura (kōhen) | 17 giugno 1988    | 1997         |
| 62  | 11 | Dopo aver saputo che Alma è un uomo, Hunter è così depresso da non importargli più nulla dell'incarico. Kreta gli confessa la bugia facendolo subito ringalluzzire e i due si mettono alla ricerca della principessa. Hunter riesce a rintracciare Alma in un parco, ma Kreta e Salina vengono aggredite da due tizi che sequestrano la bambina. Quest'ultima viene portata in un magazzino dove è presente il ministro con la sua scorta, bramoso di uccidere la principessa per poterne governare il regno. Hunter e Kreta salvano Salina dal politico, sventando il suo piano. Prima di ripartire, Alma decide di sdebitarsi concedendo un appuntamento ad Hunter, il quale ormai ha compreso la sua vera identità.                                                                              |                   |              |
| 63  | 12 | Stretta mortale 「場外乱闘流決必死!! 恋のコブラツイスト」 - Jougai Rantou Ryuuketsu Hisshi!! Koi no Cobra Twist | 24 giugno 1988    | 1997         |
| 63  | 12 | Hunter e Kreta ricevono l'incarico di vigilare su Kim, star indiscussa del wrestling femminile, la quale è stata vittima di una serie di attacchi che hanno coinvolto anche i suoi fan. Inizialmente i sospetti ricadono sulla sua rivale di sempre, ma presto scoprono che la causa di tutto è il presidente della federazione che vuole obbligarla ad entrare in un giro di incontri combinati. |                   |              |
| 64  | 13 | Chi ha paura del dentista? 「最新密輸工作!! 美人歯科医の愛情治療」 - Saishin Mitsuyu Kousaku!! Bijin Shikai no Aijou Chiryou | 1º luglio 1988    | 1997         |
| 64  | 13 | Kreta trascina Hunter dal dentista per curare un dente cariato, capitando nello studio della bella ma ingenua dottoressa Sara con cui lui fa subito il cascamorto. In precedenza, la giovane dentista aveva estratto ad un paziente una speciale protesi contenente il microfilm di un progetto industriale segreto, ma nel momento di restituirgliela la perde sostituendola con una normale. Sara finisce così per essere aggredita continuamente dai suoi uomini e Hunter si ritrova a doverla proteggere. |                   |              |
| 65  | 14 | Meglio i soldi o l'amore? 「愛はお金を越えるか? モッコリ対貯金娘」 - Ai wa Okane o Koeru ka? Mokkori Tai Choukin Musume | 8 luglio 1988     | 1997         |
| 65  | 14 | Stefi è una ragazza cinica e attaccata al denaro, tanto da farsi pagare anche per il più semplice dei favori. Per questo motivo è finita nel mirino di tre playboy appartenenti ad un bizzarro club di seduttori, che si sono sfidati su chi riuscirà a farla innamorare. In realtà, questo suo comportamento è dovuto ad una delusione amorosa che aveva ricevuto in passato. Hunter, nel corteggiarla, riuscirà a convincerla che l'amore viene prima di ogni cosa, anche dei soldi. |                   |              |
| 66  | 15 | La vendetta di Caterina (prima parte) 「死ぬな!海坊主!! 愛と復讐のマグナム（前編）」 - Shinuna! Umibōzu ai to fukushū no magnum (zenpen) | 15 luglio 1988    | 1997         |
| 66  | 15 | Falcon affida ad Hunter l'incarico di sorvegliare Caterina, una bionda ragazza straniera di soli 18 anni giunta nel Paese come turista. In realtà, la giovane è un'assassina che intende uccidere lo stesso Falcon in quanto ritenuto colpevole della morte di suo padre, collega e amico del mercenario, avvenuta quando era una bambina. Caterina era stata infatti rapita da un'organizzazione criminale, vera responsabile dell'omicidio, per essere plagiata e addestrata come sicario. Falcon è deciso comunque ad aiutarla, salvandola da un'esplosione dopo essere stato ferito da lei. |                   |              |
| 67  | 16 | La vendetta di Caterina (seconda parte) 「死ぬな!海坊主!! 愛と復讐のマグナム（後編）」 - Shinuna! Umibōzu ai to fukushū no magnum (kōhen) | 22 luglio 1988    | 1997         |
| 67  | 16 | Falcon è sulle tracce di Jack "il Dandy", il killer professionista che aveva ucciso il padre di Caterina e adottato la ragazza. Jack atterra con l'elicottero sul palazzo di Hunter e Kreta per prelevare la sua protetta e dirigersi verso una villa situata in cima ad una scogliera, dove nel frattempo è arrivato il mercenario. Qui Caterina ha la possibilità di uccidere Falcon, ma non riesce a premere il grilletto, scoprendo finalmente la verità su come sia stata ingannata per otto lunghi anni. Falcon, coadiuvato da Hunter, vendicherà una volta per tutte il padre della giovane. |                   |              |
| 68  | 17 | La figlia del rivoluzionario (prima parte) 「大和撫子志願!? モッコリは国境を越えて（前編）」 - Yamato nadeshiko shigan!? Mokkori wa kokkyō o koete (zenpen) | 29 luglio 1988    | 1997         |
| 68  | 17 | Un aereo viene fatto atterrare da alcuni dirottatori. Selene chiede aiuto ad Hunter per liberare i passeggeri tra cui c'è Lisa Williams, figlia del primo ministro della Repubblica di Pamera. Alla detective era stata affidata la custodia della ragazza ma Lisa, non fidandosi della polizia, preferisce invece essere protetta da Hunter. Infatti, il generale Gimechil, dittatore di Pamera, ha ordinato a due terroristi di rapire la giovane, dal momento che il padre di Lisa è a capo di un movimento rivoluzionario che si sta opponendo alla dittatura militare, ma contro Hunter non possono nulla. |                   |              |
| 69  | 18 | La figlia del rivoluzionario (seconda parte) 「大和撫子志願!? モッコリは国境を越えて（後編）」 - Yamato nadeshiko shigan!? Mokkori wa kokkyō o koete (kōhen) | 5 agosto 1988     | 1997         |
| 69  | 18 | La dittatura di Gimechil è stata finalmente abbattuta e il generale è fuggito da Pamera. L'uomo tuttavia non ha intenzione di arrendersi, decidendo di impiegare i suoi soldati migliori per rapire Lisa. I militari assaltano in massa l'abitazione di Hunter e Kreta, ma l'arrivo tempestivo di Selene e Falcon salva i compagni. La poliziotta viene però catturata per essere portata su una piccola isola. Hunter propone a Gimechil un incontro per scambiare Lisa con Selene, ma si tratta di un piano per sconfiggere definitivamente il generale e i suoi uomini. |                   |              |
| 70  | 19 | Il brindisi 「香ちゃん大活躍!! 思い出のワインで乾杯」 - Kaori-chan dai katsuyaku!! Omoide no wain de kanpai | 12 agosto 1988    | 1997         |
| 70  | 19 | Cucchi Rino, un vecchietto piuttosto vivace nonostante l'età, contatta Hunter e Kreta per essere protetto, ma il detective, non trattandosi di una bella ragazza, lascia volentieri il compito alla sua assistente. L'anziano, esperto di vini, possiede un'introvabile bottiglia di Bordeaux che gli era stata regalata per le nozze d'argento. Assieme alla moglie, defunta da tempo, aveva deciso di stapparla in occasione delle loro nozze d'oro e mancano solo due giorni a quella data. Un noto collezionista di vini vuole però impossessarsi della bottiglia a tutti i costi e ha pagato due gangster per rubargliela. |                   |              |
| 71  | 20 | L'amnesia 「香が記憶喪失!! さらば愛しきパートナー」 - Kō ga kioku sōshitsu!! Saraba itoshiki partner | 19 agosto 1988    | 1997         |
| 71  | 20 | Kreta, per salvare Hunter da un attentato, cade dalle scale e batte la testa. Fortunatamente si risveglia in ospedale, ma non riesce a ricordare più nulla, tanto meno a riconoscere Hunter, Selena e Reika. Lo sweeper pare volersi liberare di lei per cercare un'altra assistente, svuotando la casa dalle sue cose, prima di affrontare i due sicari che gli avevano teso l'agguato. Kreta si ricorda di essere innamorata di Hunter e si reca sul luogo dello scontro per capire se anche lui prova gli stessi sentimenti per lei. |                   |              |
| 72  | 21 | La promessa 「めざせ金メダル!! 射撃美人に密着指導」 - Mezase kinmedaru!! Shageki bijin ni micchaku shidō | 26 agosto 1988    | 1997         |
| 72  | 21 | Selena non ha intenzione di partecipare ai Giochi Olimpici come atleta nel tiro a segno e chiede perciò ad Hunter di allenare l'agente Laura affinché gareggi al posto suo. Hunter, sebbene inizialmente entusiasta, dopo aver conosciuto la poliziotta si tira indietro, ma ormai è troppo tardi. Il detective riacquista interesse per Laura facendole cambiare look, rendendola attraente. La ragazza però ha perso fiducia in se stessa, visto che pochi anni prima aveva quasi ucciso un rapinatore con un colpo di pistola prendendolo di striscio sulla guancia, e adesso rischia la vita in quanto il malvivente, appena uscito di prigione, ha giurato vendetta. Hunter aiuterà Laura a superare il trauma, facendosi promettere la medaglia d'oro.                                        |                   |              |
| 73  | 22 | Missione Hunter! (prima parte) 「標的は獠! 激写美人は危険が大好き!（前編）」 - Target wa Ryō! Focus Lady wa kiken ga daisuki! (zenpen) | 9 settembre 1988  | 1997         |
| 73  | 22 | La giornalista Gaia sta cercando di scoprire l'identità di Hunter per realizzare uno speciale su di lui. In realtà questo non è l'unico motivo, dato che la ragazza è rimasta affascinata dalle sue gesta al punto da innamorarsene. Hunter però non desidera affatto che il suo volto venga reso pubblico, dal momento che ciò potrebbe mettere a rischio la sua incolumità e quella di chi gli sta vicino, oltre ad impedirgli di lavorare in incognito. Il giustiziere decide allora di impersonare un fittizio fratello gemello, Gunter, del quale però Gaia si approfitta per avere maggiori possibilità di incontrare Hunter. |                   |              |
| 74  | 23 | Missione Hunter! (seconda parte) 「標的は獠! 激写美人は危険が大好き!（後編）」 - Target wa Ryō! Focus Lady wa kiken ga daisuki! (kōhen) | 9 settembre 1988  | 1997         |
| 74  | 23 | Gaia viene rapita da una banda di teppisti, ma è convinta che Hunter verrà a salvarla e che in questo modo potrà finalmente conoscerlo. Lo sweeper accorre spacciandosi per Gunter, ma la ragazza decide di restare prigioniera in quanto pretende di essere salvata solo da Hunter. Il detective è costretto quindi a ritornare camuffato per non farsi riconoscere, ma il suo modo di comportarsi lo tradisce: Gaia capisce così che Gunter e Hunter sono la stessa persona e sviene per lo shock. Una volta ripresasi, sembra aver perso la memoria e chiede a Gunter di uscire con lei, ma forse la sua amnesia è solo una finta per tutelare l'identità di Hunter. |                   |              |
| 75  | 24 | Ninja alla riscossa 「必殺桃色吐息!? 大都会くの一進出物語」 - Hissatsu momoiro toiki!? Dai tokai kunoichi shinshutsu monogatari | 16 settembre 1988 | 1997         |
| 75  | 24 | La giovane e irriducibile ninja Katy, sempre accompagnata dai suoi tre fedelissimi guerrieri, vuole sfidare Hunter in un duello mortale per poterlo uccidere e diventare così la persona più potente e temuta della città. Inizialmente Hunter non le dà molto peso preferendo andare in giro a caccia di belle ragazze ma, dopo aver visto che si tratta di una ragazza attraente con cui poterci provare, alla fine accetta di battersi. |                   |              |
| 76  | 25 | Un testimone da proteggere (prima parte) 「狙われた証人! 男装美女と危険な二人（前編）」 - Nerawareta shōnin! Dansō bijo to kikenna ni nin (zenpen) | 30 settembre 1988 | 1997         |
| 76  | 25 | Selena chiede a Kreta di proteggere Enrico, un attore di bell'aspetto che dovrà testimoniare in un importante processo. Hunter ovviamente non ha intenzione di accettare l'incarico, ma Selena lo convince mostrandogli una foto della sorella Katia, con la quale potrà uscire solo se le farà questo favore. Kreta si prende una cotta per Enrico, non potendo sapere che in realtà si tratta proprio di Katia. L'attrice infatti ha dovuto fingersi uomo per non farsi riconoscere da chi la vuole morta, oltre che per evitare la corte sfrenata di Hunter. Il detective però scopre il suo travestimento mentre le sta insegnando a sparare. |                   |              |
| 77  | 26 | Un testimone da proteggere (seconda parte) 「狙われた証人! 男装美女と危険な二人（後編）」 - Nerawareta shōnin! Dansō bijo to kikenna ni nin (kōhen) | 7 ottobre 1988    | 1997         |
| 77  | 26 | Hunter vuole che Katia continui ad impersonare Enrico in presenza di Kreta, al fine di non traumatizzare la sua socia. Ora però lo sweeper svolge volentieri il suo compito, iniziando a provarci di nascosto con l'attrice, ma al tempo stesso suscitando qualche sospetto nella sua assistente. Kreta scopre i due quasi sul punto di baciarsi e, sbigottita, lascia l'appartamento furente. La giovane detective viene però rapita da un uomo che poco dopo telefona ad Hunter, minacciando di ucciderla se Katia deporrà al processo. Hunter e Katia salvano Kreta in un hotel abbandonato, consegnando il rapitore nelle mani di Selena come ulteriore testimone per il processo. |                   |              |
| 78  | 27 | Non toccate la memoria di Jeff (prima parte) 「槇村からのメッセージ想い出は永遠に（前編）」 - Makimura kara no message omoide wa eien ni (zenpen) | 14 ottobre 1988   | 1997         |
| 78  | 27 | Nelson, un detective dell'Interpol, sta conducendo un'indagine per provare che Jeff fosse stato un trafficante di droga. L'investigatore contatta quindi Kreta per farsi consegnare la prova di cui ha bisogno per poter chiudere il caso, ma Kreta afferma di non aver mai ricevuto nulla dal fratello. Nel frattempo, l'organizzazione criminale Red Pegasus, già sconfitta da Hunter in passato, è tornata in azione per vendicarsi. Frugando tra i dossier del caso, Kreta trova un biglietto di auguri indirizzato a Jeff da parte dell'orfanotrofio "La Casa del Sole". Mentre si stanno recando sul posto per vederci chiaro sulla vicenda, Kreta e Hunter vengono attaccati dagli uomini di Red Pegasus. Soltanto l'intervento di Falcon scongiura il peggio.                               |                   |              |
| 79  | 28 | Non toccate la memoria di Jeff (seconda parte) 「槇村からのメッセージ想い出は永遠に（後編）」 - Makimura kara no message omoide wa eien ni (kōhen) | 21 ottobre 1988   | 1997         |
| 79  | 28 | Nelson è in realtà un agente corrotto che sta collaborando proprio con Red Pegasus al fine di ottenere le informazioni raccolte da Jeff sui canali di commercio dell'organizzazione di narcotrafficanti in cui si era infiltrato. Queste infatti erano state salvate su un dischetto consegnato dallo stesso Jeff alla direttrice dell'orfanotrofio per tenerle al sicuro. Dopo aver sconfitto il boss di Red Pegasus, Kreta, Hunter e gli altri giungono all'orfanotrofio dove recuperano finalmente il dischetto, scoprendo così le vere intenzioni di Nelson, che finirà ucciso assieme al boss. |                   |              |
| 80  | 29 | Cuore ingenuo 「傷だらけの純情! 鉄砲玉に天使の祈り」 - Kizudarake no junjō! Teppōdama ni tenshi no inori | 28 ottobre 1988   | 1997         |
| 80  | 29 | Laura, una ragazzina di sedici anni, non vuole farsi operare al cuore se prima non avrà rivisto quell'uomo gentile che un giorno le aveva donato il suo ombrello ed il suo impermeabile per ripararsi dalla pioggia. La madre assume quindi Hunter e Kreta sperando di rintracciarlo in fretta e procedere così con l'operazione. Il soggetto viene presto trovato, purtroppo però fa parte di una banda di criminali che lo sta utilizzando per far fuori proprio Hunter. |                   |              |
| 81  | 30 | La vendetta di Selene 「獠だまされてね! 少女に冴子の贈り物」 - Ryō damasaretene! Shōjo ni Saeko no okurimono | 4 novembre 1988   | 1997         |
| 81  | 30 | Una banda di rapinatori di banche continua a seminare il terrore per la città. Durante una rapina, una graziosa bambina resta ferita in un'esplosione e Selene è determinata a fargliela pagare, coinvolgendo Hunter nel suo piano per poter entrare in contatto con il boss della banda. L'uomo porta la bella poliziotta sul suo lussuoso yacht proponendole di diventare la sua fidanzata. Sulla barca però ci è finita anche Kreta, che era stata catturata poiché aveva inseguito per conto suo i malviventi, dato che le avevano rubato gli ultimi risparmi. Insieme, i tre detective faranno saltare un affare tra il boss e un trafficante d'armi cinese. |                   |              |
| 82  | 31 | Un vecchio compagno (prima parte) 「さらば友よ…心にひびく最期の銃声（前編)」 - Saraba tomoyo... Kokoro ni hibiku saigo no last shot (zenpen) | 11 novembre 1988  | 1997         |
| 82  | 31 | Dopo molto tempo Hunter rivede il suo ex collega Robert Harrison, un giustiziere americano con la fama di seduttore e perciò sempre in competizione con il detective quando si tratta di donne. L'uomo accetta di aiutare Hunter a proteggere la principessa Angela del regno di Feridan, sconvolto da una guerra civile, la quale dovrà tenere una conferenza con i guerriglieri per siglare la pace e mettere così fine al conflitto. La ragazza infatti è diventata l'obiettivo di alcuni terroristi al soldo del generale dell'esercito di Feridan Martinelli, che intende eliminarla per prendere il controllo del regno. |                   |              |
| 83  | 32 | Un vecchio compagno (seconda parte) 「さらば友よ…心にひびく最期の銃声（後編)」 - Saraba tomoyo... Kokoro ni hibiku saigo no last shot (kōhen) | 18 novembre 1988  | 1997         |
| 83  | 32 | Il piano di Martinelli prevede di far saltare in aria la villa in cui si terrà la conferenza. Hunter e Kreta giungono appena in tempo per avvisare gli altri della bomba, purtroppo però di Robert si perdono le tracce. Convinto che sia morto nell'esplosione, il detective vuole vendicarsi dell'amico e parte all'inseguimento del generale dopo aver sistemato i terroristi. In realtà Robert è ancora vivo, ma anch'egli era stato ingaggiato dal generale per togliere di mezzo la principessa, nel caso in cui il piano non fosse andato a buon fine. Martinelli viene freddato dai guerriglieri, mentre un amareggiato Hunter è costretto ad affrontare il suo ex collega in un duello mortale, da cui uscirà vincitore.                                                                   |                   |              |
| 84  | 33 | Un contratto d'amore (prima parte) 「モッコリ契約成立! 獠と不良娘の珍道中（前編）」 - Mokkori keiyaku seiritsu! Ryō to furyō musume no chin dōchū (zenpen) | 25 novembre 1988  | 1997         |
| 84  | 33 | In cambio di una storia d'amore, Hunter viene assunto da Helen per riportarle la futura cognata Sonia, una ragazzina che fa parte di una banda di teppisti chiamati "Pirati". Helen è stata infatti minacciata da un clan di mafiosi che sta cercando uno stampo per produrre soldi falsi costruito dal fratello di Sonia, un abile artigiano che era stato costretto con la forza a lavorare per loro, ma che era fuggito con l'oggetto una volta ultimato. Sonia aveva sottratto lo stampo al fratello per proteggerlo dai malviventi, i quali però ora hanno ingaggiato anche Falcon. |                   |              |
| 85  | 34 | Un contratto d'amore (seconda parte) 「モッコリ契約成立! 獠と不良娘の珍道中（後編）」 - Mokkori keiyaku seiritsu! Ryō to furyō musume no chin dōchū (kōhen) | 2 dicembre 1988   | 1997         |
| 85  | 34 | Falcon cattura Sonia ed Hunter portandoli dal capo dei mafiosi, ma lo sweeper si libera facilmente di loro, riportando finalmente Sonia da Helen. Quest'ultima tuttavia viene rapita di notte dagli stessi mafiosi. Hunter ordina a Falcon di tenere d'occhio Sonia, ma lei manda ko il mercenario seducendolo per poi andare alla ricerca della cognata. La giovane recupera lo stampo che aveva nascosto nel magazzino dei Pirati, dove però viene catturata dalla sua ex banda per essere trasferita sulla nave dei mafiosi in cui è tenuta prigioniera anche Helen. Hunter, dopo aver sostituito lo stampo con uno raffigurante la sua faccia, salverà le due giovani con l'ausilio di Falcon.                                                                                                  |                   |              |
| 86  | 35 | Lezioni di autodifesa 「獠はインストラクター究極のモッコリ戦法」 - Ryō wa instructor kyūkyoku no mokkori senpō | 9 dicembre 1988   | 1997         |
| 86  | 35 | Amy vuole essere addestrata da Hunter per imparare a sparare e a difendersi, poiché a detta sua dovrà partire per un viaggio da sola. Il detective capisce ben presto che si tratta di una bugia: Amy infatti intende liberare il padre, tenuto in ostaggio dallo zio nel suo chalet sorvegliato giorno e notte da uomini armati. Padre e zio sono due imprenditori di successo, ma entrati in conflitto per via di un'eventuale fusione della loro azienda a cui solo lo zio sarebbe favorevole. Quest'ultimo perciò aveva fatto rapire il fratello, per procedere liberamente con la fusione. Amy però è molto legata allo zio, che considera un secondo padre, e per questo motivo preferisce risolvere la questione lei stessa piuttosto che informare la polizia del rapimento.                |                   |              |
| 87  | 36 | Buon gusto, Hunter 「獠は美味しんぼ! そば打ち美人に粋なPR」 - Ryō wa oishinbo! Soba uchi bijin ni ikina PR | 16 dicembre 1988  | 1997         |
| 87  | 36 | La giovane Sara ha ereditato dalla madre una spaghetteria, ma solo Hunter gradisce i suoi spaghetti perché lei è carina. Una coppia di galeotti evasi di prigione si rifugia nel locale per fuggire dalla polizia. Il più anziano dei due, Tarcisio, fu arrestato anni prima proprio fuori dal ristorante, dopo che la madre di Sara lo aveva accolto offrendogli un pasto caldo a base dei suoi deliziosissimi spaghetti. Trovando quelli di Sara di qualità scadente, Tarcisio decide di farle da maestro per migliorare la sua tecnica, mentre Hunter difende il ristorante dalle mire di un vile affarista. |                   |              |
| 88  | 37 | Il più bel regalo di Natale (prima parte) 「獠が香に…クリスマスに愛をこめて（前編）」 - Ryō ga kō ni... Christmas ni ai o komete (zenpen) | 23 dicembre 1988  | 1997         |
| 88  | 37 | Kreta vuole organizzare una festa di Natale per i bambini dell'orfanotrofio "Casa Fiorita", ma il direttore dell'istituto è preoccupato in quanto a breve l'edificio verrà abbattuto per volere di Martinucci, l'avido proprietario del terreno su cui sorge. Kreta, convinta che ci sia sotto qualcosa di losco, si intrufola di notte nella villa dell'imprenditore per rubare alcuni documenti e impedire così la demolizione. Tra di essi vi è l'atto di proprietà del direttore, scoprendo così che il terreno appartiene ancora a lui. Tuttavia, il giorno seguente gli uomini di Martinucci irrompono nell'orfanotrofio mettendolo a soqquadro per recuperarli. Non trovandoli, se ne vanno dopo aver sequestrato un'orfanella.                                                              |                   |              |
| 89  | 38 | Il più bel regalo di Natale (seconda parte) 「獠が香に…クリスマスに愛をこめて（後編）」 - Ryō ga kō ni... Christmas ni ai o komete (kōhen) | 30 dicembre 1988  | 1997         |
| 89  | 38 | In realtà, gli scagnozzi di Martinucci non erano venuti per l'atto, ma per un diario di pelle nera sottratto assieme ai documenti che si rivela essere un libro contabile contenente tutte le cifre degli affari loschi condotti dallo stesso Martinucci. Kreta e il direttore si attivano per liberare la bambina catturata scambiandola con il diario, ma cadono in una trappola. Kreta scatena la sua ira lanciando granate a tutto spiano sconfiggendo Martinucci e i suoi uomini, con l'imprenditore che finirà arrestato da Selene per evasione fiscale. Purtroppo però l'orfanotrofio è stato nel frattempo demolito. Kreta promette ai bambini di ricostruirlo, ma intanto può finalmente organizzare con Hunter la festa di Natale proprio a casa sua.                                     |                   |              |
| 90  | 39 | Una richiesta di matrimonio (prima parte) 「海ちゃん色男! 美人スイーパー美樹が肉迫（前編）」 - Umi-chan irōtoko! Bijin sweeper Miki ga niku sako (zenpen) | 20 gennaio 1989   | 1997         |
| 90  | 39 | Miki, una bella mercenaria che ha appena aperto un bar in città, vuole sposare Falcon a tutti i costi, in quanto da sempre innamorata di lui. Falcon però non ha alcuna intenzione di accettare la proposta, ma le ha comunque promesso che lo farà solo se lei riuscirà a battere Hunter colpendolo con uno dei dieci proiettili a vernice a sua disposizione. La ragazza tuttavia ha solo una settimana di tempo per riuscirci, altrimenti dovrà concedersi allo sweeper oltre a rinunciare per sempre al matrimonio. Kreta vuole aiutare Miki a vincere la sfida, ma Hunter è molto scaltro e si offre addirittura di ospitare la mercenaria nel suo appartamento. |                   |              |
| 91  | 40 | Una richiesta di matrimonio (seconda parte) 「海ちゃん色男! 美人スイーパー美樹が肉迫（後編）」 - Umi-chan irōtoko! Bijin sweeper Miki ga niku sako (kōhen) | 27 gennaio 1989   | 1997         |
| 91  | 40 | Miki ricorre all'autoipnosi per vincere la sfida con Hunter, ma la sua strategia fallisce. Falcon confessa di tenere molto alla ragazza, che prese sotto la sua protezione quando era una bambina dopo che in guerra perse entrambi i genitori, addestrandola affinché potesse difendersi da sola. Ma quando lei si unì ai mercenari per poter stare con lui, capì di averla condannata ad una vita di pericoli, il che gli fece lasciare il corpo dei mercenari con la promessa di sposarla per tenerla al sicuro, che tuttavia non mantenne. Falcon però non può nemmeno permettere che Hunter le stia intorno, visto che entrambi svolgono lo stesso mestiere, e così lo sfida ad un duello al termine del quale il mercenario, pur non sposandola, decide di restare per sempre accanto a Miki. |                   |              |
| 92  | 41 | La bambina che legge nel pensiero (prima parte) 「モッコリだらけ! 獠の心と超能力少女（前編）」 - Mokkori darake! Ryō no kokoro to ESP shōjo (zenpen) | 3 febbraio 1989   | -            |
| 92  | 41 | Una bambina è in grado di leggere nella mente e s'innamora di Hunter, ma lui è attratto dalla tutrice. |                   |              |
| 93  | 42 | La bambina che legge nel pensiero (seconda parte) 「モッコリだらけ! 獠の心と超能力少女（後編）」 - Mokkori darake! Ryō no kokoro to ESP shōjo (kōhen) | 10 febbraio 1989  | -            |
| 93  | 42 | La bambina affronta lo zio e scopre che Hunter ama Kaori. Con rammarico capisce che per lei non c'è spazio nella sua vita. Alina, la tutrice, si scopre che era la fidanzata del padre. |                   |              |
| 94  | 43 | Mai rubare la fidanzata di un altro! (prima parte) 「獠は恋泥棒! 魔鏡に秘めた愛の行方（前編）」 - Ryō wa koi dorobō! Makyō ni himeta ai no yukue (zenpen) | 17 febbraio 1989  | -            |
| 94  | 43 | Carmen torna a chiedere aiuto ad Hunter per non sposarsi con un ipnotizzatore. Hunter verrà ipnotizzato e non gli piaceranno più le donne, ma qualcosa lo aiuterà a riprendersi. |                   |              |
| 95  | 44 | Mai rubare la fidanzata di un altro! (seconda parte) 「獠は恋泥棒! 魔鏡に秘めた愛の行方（後編）」 - Ryō wa koi dorobō! Makyō ni himeta ai no yukue (kōhen) | 24 febbraio 1989  | -            |
| 95  | 44 | Carmen assieme ad Hunter vincono la sfida e svelano il mistero degli specchi e della nonna. Carmen andrà a lavorare al Cat's Eye con Miki e Falcon pur di stare accanto ad Hunter e conquistare il suo amore. |                   |              |
| 96  | 45 | La giovane vedova (prima parte) 「19歳の未亡人! スケッチ美人に心の恋人（前編）」 - 19 sai no mibōjin! Sketch bijin ni kokoro no koibito (zenpen) | 3 marzo 1989      | -            |
| 96  | 45 | Hunter è al cimitero per salutare Jeff. Conosce Adele, diciannovenne vedova del boss mafioso, che è minacciata dal clan rivale. |                   |              |
| 97  | 46 | La giovane vedova (seconda parte) 「19歳の未亡人! スケッチ美人に心の恋人（後編）」 - 19 sai no mibōjin! Sketch bijin ni kokoro no koibito (kōhen) | 10 marzo 1989     | -            |
| 97  | 46 | Hunter aiuta Adele a sconfiggere sia i nemici che il fantasma del marito. |                   |              |
| 98  | 47 | La piccola amica di Hunter (prima parte) 「夢みるように恋したい12歳天使の作戦（前編）」 - Yumemiru yō ni koi shitai 12 sai tenshi no sakusen (zenpen) | 17 marzo 1989     | -            |
| 98  | 47 | Betty, Una bambina sulla sedia a rotelle, spia Hunter con il cannocchiale. S'innamora di lui e scambia Kreta per suo fratello. Hunter è attratto dalla sorella e lei vorrebbe si sposassero. |                   |              |
| 99  | 48 | La piccola amica di Hunter (seconda parte) 「夢みるように恋したい12歳天使の作戦（後編）」 - Yumemiru yō ni koi shitai 12 sai tenshi no sakusen (kōhen) | 24 marzo 1989     | -            |
| 99  | 48 | Con l'aiuto di Selena tutto si risolverà e la bambina sarà operata, camminerà e il proiettile dimostrerà il colpevole. |                   |              |
| 100 | 49 | L'attacco dell'Armata Nera (prima parte) 「さらばハードボイルド・シティー（前編）」 - Saraba Hardboiled City (zenpen) | 31 marzo 1989     | -            |
| 100 | 49 | Selena, Reika, Falcon e Hunter alle prese con Susi, una ragazza obbligata a sposarsi, che altri non è che la figlia del ministro della difesa. Si fingerà innamorata di Hunter per ricevere protezione. |                   |              |
| 101 | 50 | L'attacco dell'Armata Nera (seconda parte) 「さらばハードボイルド・シティー（後編）」 - Saraba Hardboiled City (kōhen) | 7 aprile 1989     | -            |
| 101 | 50 | Sara è in realtà Lady Panda (per il tatuaggio sulla coscia), ovvero Kreta ipnotizzata. Hunter le dichiarerà il suo amore baciandola, ma, finito l'effetto dell'ipnosi, Kreta non ricorderà con certezza. |                   |              |
| 102 | 51 | Predizioni e ricordi 「水晶の予言! 香によみがえる記憶の鎖」 - Suishō no yogen! Kō ni yomigaeru kioku no kusari | 14 aprile 1989    | -            |
| 102 | 51 | Reika si fingerà negromante per scoprire se Hunter è innamorato di lei o di Kreta. L'appuntamento tra Reika e Hunter andrà in fumo perché Hunter correrà a salvare Kreta. Ma è tutta una messa in scena di Selena. |                   |              |
| 103 | 52 | Vent'anni dopo (prima parte) 「20年目の再会! 冴羽さん妹をよろしく（前編）」 - 20 nenme no saikai! Saeba-san imōto o yoroshiku (zenpen) | 21 aprile 1989    | -            |
| 103 | 52 | Selena viene messa alle strette da Sabrina, vera sorella di Kreta. Hunter chiederà alla ragazza di non svelare la realtà a Kreta se non dopo un certo tempo. Sabrina ha lo stesso anello di Kreta: è l'unico ricordo della mamma. Entrambe verranno rapite. |                   |              |
| 104 | 53 | Vent'anni dopo (seconda parte) 「20年目の再会! 冴羽さん妹をよろしく（後編）」 - 20 nenme no saikai! Saeba-san imōto o yoroshiku (kōhen) | 28 aprile 1989    | -            |
| 104 | 53 | Kreta dimostra di aver compreso che Sabrina è la sua vera sorella, ma preferisce restare con Hunter. |                   |              |
| 105 | 54 | La nipote ritrovata (prima parte) 「17歳のプロポーズ疑惑のデートパニック（前編）」 - 17 sai no proposal giwaku no date panic (zenpen) | 5 maggio 1989     | -            |
| 105 | 54 | Una corteggiatissima ragazzina s'innamora di Hunter assoldato dal nonno per proteggerla dagli innumerevoli corteggiatori. Hunter fingendosi suo fidanzato per scacciare i pretendenti perderà una ghiottissima occasione… Laura Vincent ha perso entrambi i genitori e vive col nonno e non conosce la nonna. |                   |              |
| 106 | 55 | La nipote ritrovata (seconda parte) 「17歳のプロポーズ疑惑のデートパニック（後編）」 - 17 sai no proposal giwaku no date panic (kōhen) | 12 maggio 1989    | -            |
| 106 | 55 | Hunter fa rappacificare i due nonni - materno e paterna - e libera Laura che era stata rapita dai pretendenti all'eredità. |                   |              |
| 107 | 56 | La ballerina della porta accanto (prima parte) 「新宿サクセス物語お隣さんは美人ダンサー（前編）」 - Shinjuku success monogatari otonari-san wa bijin dancer (zenpen) | 19 maggio 1989    | 1997         |
| 107 | 56 | Magda, una giovane ballerina, si è appena trasferita nell'appartamento adiacente a quello di Hunter e Kreta. Lo sweeper ne approfitta per spiarla, ma viene presto scoperto dalla ragazza che ovviamente non la prende bene. Magda però ha la sensazione di essere costantemente osservata e seguita, affidandosi alla sua bambolina portafortuna che porta sempre con sé e che considera la sua guardia del corpo. Dopo averla difesa da uno sconosciuto, Hunter decide di non perderla d'occhio nemmeno per un secondo, partecipando addirittura ad un'audizione pur di starle accanto. |                   |              |
| 108 | 57 | La ballerina della porta accanto (seconda parte) 「新宿サクセス物語お隣さんは美人ダンサー（後編）」 - Shinjuku success monogatari otonari-san wa bijin dancer (kōhen) | 26 maggio 1989    | 1997         |
| 108 | 57 | Mentre Magda continua ad esercitarsi in vista del balletto, due ladri stanno provando in tutti i modi a sottrarle la bambolina poiché, all'insaputa della giovane, al suo interno è nascosto un diamante. Hunter salva Magda dalla loro aggressione, provocando però il crollo della scenografia proprio durante lo spettacolo. Magda viene ritenuta responsabile del disastro e licenziata. La ballerina è convinta che la sua carriera sia giunta ormai al capolinea, ma un giorno riceve la visita del proprietario di quel diamante: è un manager dello show business che, su consiglio di Hunter, vuole portarla a Broadway, facendole realizzare così il suo sogno. |                   |              |
| 109 | 58 | Un reuccio un po' troppo viziato (prima parte) 「獠のスパルタ教育! ハーレム育ちの悪ガキ王子（前編）」 - Ryō no spartan kyōiku! Harem sodachi no aku gaki ōji (zenpen) | 2 giugno 1989     | -            |
| 109 | 58 | Selena chiede ad Hunter di proteggere un giovane principe. Hunter accetterà il lavoro richiedendo al tutore un harem come ricompensa. |                   |              |
| 110 | 59 | Un reuccio un po' troppo viziato (seconda parte) 「獠のスパルタ教育! ハーレム育ちの悪ガキ王子（後編）」 - Ryō no spartan kyōiku! Harem sodachi no aku gaki ōji (kōhen) | 9 giugno 1989     | -            |
| 110 | 59 | Hunter addestra il principe e assieme sconfiggono le tre combattenti e lo zio. |                   |              |
| 111 | 60 | Una curiosa allergia... 「恋は魔法ミスマジシャンは男性恐怖症」 - Koi wa mahō miss magician wa dansei kyōfushō | 23 giugno 1989    | -            |
| 111 | 60 | Naomi sta per essere eletta maga dell'anno. Assolda Hunter per salvare il suo lavoro, ma è allergica agli uomini così Hunter si traveste. |                   |              |
| 112 | 61 | L'assistente americana (prima parte) 「グッドラックマイスイーパー二人のシティストリート（前編）」 - Goodluck my sweeper ni nin no city street (zenpen) | 30 giugno 1989    | -            |
| 112 | 61 | La bellissima modella americana Bloody Mary è in realtà l'ex collega di Hunter, nonché figlia del primo collega di Hunter. |                   |              |
| 113 | 62 | L'assistente americana (seconda parte) 「グッドラックマイスイーパー二人のシティストリート（中編）」 - Goodluck my sweeper ni nin no city street (chūhen) | 7 luglio 1989     | -            |
| 113 | 62 | Mary finge di volere andare a letto con Hunter per ucciderlo. Tutto ciò per salvare il suo fidanzato. |                   |              |
| 114 | 63 | L'assistente americana (terza parte) 「グッドラックマイスイーパー二人のシティストリート（後編）」 - Goodluck my sweeper ni nin no city street (kōhen) | 14 luglio 1989    | -            |
| 114 | 63 | Hunter, Kreta e Falcon salvano il futuro marito di Mary. Anche Selene farà una piccola parte. Il finale dimostrerà la vera natura di Hunter. |                   |              |

### City Hunter 3: terza serie
City Hunter 3 (シティーハンター3?) terza serie di 13 episodi andata in onda in Giappone dal 15 ottobre 1989 al 21 gennaio 1990.
In Italia la serie è stata pubblicata inizialmente in quattro VHS tra il 1996 e il 1997 dalla Dynamic Italia: per promuovere l'edizione, gli episodi in due parti vennero trasmessi sotto forma di 3 "film" da 45 minuti sul circuito Junior TV tra il 21 e il 28 dicembre 1997. La serie è stata poi trasmessa per intero nel 2005 su MTV Italia. Da questa serie vengono ripristinati i nomi originali giapponesi dei personaggi nonché ogni riferimento al Paese nipponico.
| N°  | N° | Titolo italiano Giapponese 「Kanji」 - Rōmaji | In onda          | In onda          |
| N°  | N° | Titolo italiano Giapponese 「Kanji」 - Rōmaji | Giapponese       | Italiano         |
| 115 | 1  | Nome in codice XYZ 「脱モッコリ宣言! XYZは世界を救う」 | 15 ottobre 1989  | 2005             |
| 115 | 1  | Dopo tre mesi senza lavorare, Ryo Saeba e Kaori Makimura ricevono finalmente un incarico. La cliente è Misuzu Moriwaki, un'impiegata che lavora presso l'ambasciata di Rubilia, che ha chiesto di essere protetta poiché continuano a capitarle strani incidenti e pensa che qualcuno voglia toglierla di mezzo. La donna, infatti, è venuta involontariamente a conoscenza di un piano messo in atto dal segretario dell'ambasciata e da un suo sottoposto riguardante il traffico di opere d'arte giapponesi rubate. |                  |                  |
| 116 | 2  | Dietro la maschera 「天下の恋愛現行犯美人弁護士をくどく法」 | 22 ottobre 1989  | 2005             |
| 116 | 2  | Ryo e Kaori vengono ingaggiati da Mei Asaoka, una giovane avvocatessa che ultimamente ha vissuto alcune situazioni spiacevoli, da effrazioni nel proprio studio a tentati omicidi. Ryo chiede perciò all'attraente detective Saeko Nogami di indagare sul suo conto, scoprendo che Mei ha come proprio assistito il presidente di un'impresa di costruzioni coinvolta in affari illegali. |                  |                  |
| 117 | 3  | Il matrimonio di Ryo 「香もプッツン! 獠と令嬢"代打結婚物語"」 | 29 ottobre 1989  | 2005             |
| 117 | 3  | Ryo ha un appuntamento presso uno studio televisivo con Kanako Date, una ricchissima ereditiera. La ragazza vuole che partecipi assieme a lei al programma "Novelli Sposi" fingendosi suo marito. Kanako ha infatti un nutrito gruppo di corteggiatori, che ovviamente mirano al suo patrimonio, e per questo ha ingaggiato Ryo, ma ad ognuno di loro è capitato un incidente e vuole trovare il responsabile. |                  |                  |
| 118 | 4  | La piccola detective (prima parte) 「あぶない探偵ごっこ! お嬢さんにパイソンを (前編)」 | 5 novembre 1989  | 21 dicembre 1997 |
| 118 | 4  | Una giovanissima ragazza di nome Aiko Kamimura contatta Ryo chiedendogli di insegnarle a sparare, dato che ha appena intrapreso la carriera di investigatrice privata dopo aver rilevato l'agenzia del padre, morto di recente. Il suo primo incarico è quello di ritrovare un cane scomparso, ma lo zio sta cercando in tutti i modi di ostacolare le indagini della nipote per convincerla a lasciar perdere questo mestiere, ritenuto troppo pericoloso per lei. |                  |                  |
| 119 | 5  | La piccola detective (seconda parte) 「あぶない探偵ごっこ! お嬢さんにパイソンを (後編)」 | 12 novembre 1989 | 21 dicembre 1997 |
| 119 | 5  | Aiko riceve una telefonata da una clinica veterinaria che ha in custodia il cane e subito si precipita a recuperarlo. L'animale è però ricercato anche da due criminali, i quali avevano nascosto nel suo collare la chiave di una cassetta di sicurezza contenente il bottino di una rapina. Aiko, con l'aiuto di Ryo, si sbarazza dei malviventi, tuttavia questa esperienza le fa capire di non voler più diventare una detective. |                  |                  |
| 120 | 6  | Affari di cuore 「がんこな海坊主! ジェラシー子猫物語」 | 19 novembre 1989 | 2005             |
| 120 | 6  | Miki si vede per un pranzo con l'affascinante Itaro Samonji, un giovane ragazzo dai modi eleganti rampollo di una famiglia molto ricca, pensando che voglia parlarle di una proposta di lavoro. Ryo e Kaori vengono a conoscenza di questo incontro e si convincono erroneamente che la ragazza voglia lasciare Umibozu. Il giovane porta la barista alla sua villa per presentarla alla madre, la quale pretende che sposi suo figlio troncando qualsiasi altra relazione. Miki ovviamente rifiuta e per questo motivo viene tenuta prigioniera nella villa. Ryo convince un rassegnato Umibozu a liberare la sua amata. |                  |                  |
| 121 | 7  | Un tuffo nell'amore 「恋はダイビング! 美女が水着に着がえたら」 | 26 novembre 1989 | 2005             |
| 121 | 7  | Ryo deve proteggere Ayano, una studiosa di fondali marini che sta conducendo delle ricerche con il padre, un famoso documentarista di origine francese. La ragazza, infatti, è minacciata da alcuni uomini appartenenti ad un'organizzazione mafiosa che vogliono a tutti i costi una collana in suo possesso trovata durante un'esplorazione dei fondali alle isole Hawaii. |                  |                  |
| 122 | 8  | Brividi d'amore 「りょうって何者? 女子大生もスリルにメロメロ」 | 3 dicembre 1989  | 2005             |
| 122 | 8  | Ryo conosce Hitomi Takano, una studentessa di legge appassionata di detective e film polizieschi, che lo implora di diventare la sua assistente. Ryo ovviamente accetta per potersi approfittare di lei, ma si ritrova a farle da scorta poiché alcuni malviventi vogliono eliminarla, essendo stata testimone involontaria di un furto. |                  |                  |
| 123 | 9  | Previsioni pericolose 「雨のち晴れの恋予報! 美人キャスターに愛の傘」 | 10 dicembre 1989 | 2005             |
| 123 | 9  | Mentre sta guardando in tv le previsioni del tempo, Ryo riceve una richiesta di aiuto dalla famosa meteorina Megumi Amamiya, notando il classico messaggio in codice "XYZ" su un megaschermo alle sue spalle. La ragazza da qualche tempo continua a ricevere minacce da un imprecisato individuo che vuole che si licenzi altrimenti verrà uccisa. |                  |                  |
| 124 | 10 | Un romantico Natale (prima parte) 「クリスマスにウエディングドレスを (前編)」 | 17 dicembre 1989 | 26 dicembre 1997 |
| 124 | 10 | Ryo e Kaori vengono contattati da Shinzo Yamaoka, ricco proprietario di una compagnia di navigazione, disposto a pagare una cifra astronomica affinché gli riportino a casa la figlia Tsubaki. La ragazza, infatti, si è fidanzata con Kazuhiko Umino, erede della compagnia rivale di sempre a quella di Yamaoka, ed è scappata con lui contro il volere del padre. Anche la madre di Kazuhiko è contraria al loro fidanzamento, ma i due ragazzi hanno problemi più grossi, poiché sono finiti nel mirino di alcuni gangster. |                  |                  |
| 125 | 11 | Un romantico Natale (seconda parte) 「クリスマスにウエディングドレスを (後編)」 | 24 dicembre 1989 | 26 dicembre 1997 |
| 125 | 11 | Quei gangster sono al soldo di Nakada, un anziano imprenditore senza scrupoli che intende togliere di mezzo i due innamorati per eliminare la concorrenza, in quanto anch'egli proprietario di una compagnia di navigazione, ma il suo piano andrà in fumo grazie ai due detective. Con un inganno, Ryo fa incontrare i genitori della coppia (da giovani erano stati loro stessi fidanzati ma si lasciarono in malo modo proprio durante il matrimonio), che così dopo molti anni si riappacificano, acconsentendo finalmente alla relazione dei loro figli. |                  |                  |
| 126 | 12 | La resa dei conti (prima parte) 「グッバイCITY さよならの贈りもの (前編)」 | 14 gennaio 1990  | 28 dicembre 1997 |
| 126 | 12 | È l'anniversario della morte di Robert Harrison, l'ex collega e amico di Ryo che proprio l'investigatore privato era stato costretto ad uccidere non molto tempo prima. Una donna di nome Sophie Silverman si rivolge a lui per offrirgli un posto di lavoro nella sua agenzia, ma prima vuole vederlo in azione per accertarsi che le voci sulla sua straordinaria abilità con le armi siano vere. In realtà Sophie ha ben altre intenzioni. |                  |                  |
| 127 | 13 | La resa dei conti (seconda parte) 「グッバイCITY さよならの贈りもの (後編)」 | 21 gennaio 1990  | 28 dicembre 1997 |
| 127 | 13 | Sophie è in realtà un'agente segreto conosciuta come "Silver Panther", ma soprattutto è la fidanzata di Robert, venuta in Giappone per attuare la sua vendetta nei confronti di Ryo. Dopo averlo ferito ad una gamba e ad un braccio, la ragazza decide di sequestrare Kaori, e organizza un duello all'ultimo sangue al quale il detective dovrà partecipare, altrimenti la sua assistente verrà uccisa. Ryo è debilitato, ma si presenta ugualmente sul luogo del duello. Sophie sembra avere la meglio, ma durante lo scontro Kaori si interpone facendo da scudo al proprio compagno, pronta a morire per lui. Sophie crolla a terra in lacrime e lo perdona risparmiandogli la vita, poiché sa che Ryo non avrebbe mai voluto uccidere il suo amato Robert. |                  |                  |

### City Hunter '91: quarta serie
City Hunter ’91 (シティーハンター`91?) quarta serie di 13 episodi andata in onda in Giappone dal 28 aprile 1991 al 10 ottobre 1991. Gli ultimi 3 episodi sono stati trasmessi in madrepatria tutti insieme con il titolo City Hunter '91 Final Special. In Italia è stata pubblicata in VHS a fine anni '90 dalla Dynamic Italia e trasmessa per la prima volta nel 2005 su MTV Italia.
| N°  | N° | Titolo italiano Giapponese 「Kanji」 - Rōmaji | In onda           | In onda  |
| N°  | N° | Titolo italiano Giapponese 「Kanji」 - Rōmaji | Giapponese        | Italiano |
| 128 | 1  | Intrigo aereo 「迷コンビ大復活!空から舞いおりた美女」 - Mei konbi dai fukkatsu! Sora kara mai orita bijo | 28 aprile 1991    | 2005     |
| 128 | 1  | Un piccolo aereo si schianta nell'appartamento di Ryo e Kaori distruggendolo, ma miracolosamente la pilota, una ragazza di nome Shoko Amano, ne esce illesa. Ryo scopre che in realtà l'aereo era stato manomesso poiché utilizzato, ad insaputa di Shoko, per trasportare droga che veniva nascosta nell'imbottitura dei sedili, decidendo quindi di aiutare la ragazza che evidentemente qualcuno vuole morta. |                   |          |
| 129 | 2  | Addio Kaori 「さらば香!シティーハンター逮捕指令」 - Saraba kō! Shitī hantā taiho shirei | 5 maggio 1991     | 2005     |
| 129 | 2  | L'agente Kuwata, collega di Saeko, sta per essere trasferito all'Interpol a Parigi, ma prima di partire vuole arrestare City Hunter, convinto che si tratti solo di un assassino che si spaccia per giustiziere. Tramite le sue azioni, Ryo riuscirà a convincerlo di non essere affatto un criminale e che le sue intenzioni sono sincere. |                   |          |
| 130 | 3  | Complotto regale 「危険を買う美女!想い出は光の彼方に」 - Kiken o kau bijo! Omoide wa hikari no kanata ni | 12 maggio 1991    | 2005     |
| 130 | 3  | Ryo viene assunto come guardia del corpo di Yuki, una stuntwoman che però non ricorda nulla sul suo passato e che ogni tanto sembra cadere in trance adottando comportamenti suicidari. La ragazza è in realtà la principessa scomparsa del regno di Alinamia che a breve sarebbe dovuta salire al trono, ma qualcuno ha assunto un ipnotizzatore per eliminarla in modo da farlo sembrare un incidente. |                   |          |
| 131 | 4  | Un incarico particolare 「恋もA級ライセンス美人逃がし屋参上!」 - Koi mo A-kyū raisensu bijin nigashiya sanjō! | 26 maggio 1991    | 2005     |
| 131 | 4  | Mentre passeggia, Ryo viene accusato ingiustamente di aver rubato della biancheria intima femminile ed è costretto a scappare, quando viene fatto salire su una Nissan Skyline rossa alla cui guida c'è Miyuki, una bellissima ragazza con la fissa per il denaro soprannominata dalla polizia "Lasciascappare" poiché di professione aiuta i malviventi a fuggire su compenso. Dopo la fuga, Ryo si rende conto che la giovane è continuamente vittima di attentati e, per sdebitarsi, si offre di proteggerla.                                                       |                   |          |
| 132 | 5  | Storia di un fantasma (prima parte) 「恐怖!新宿怪談!!さまよえる美女の魂」 - Kyōfu! Shinjuku kaidan!! Samayoeru bijo no tamashī | 16 giugno 1991    | 2005     |
| 132 | 5  | Lo spirito di una ragazza di nome Ami Asaka ingaggia Ryo chiedendogli di catturare l'uomo che l'ha uccisa nonché di vigilare sulla sorella gemella Mami, studentessa di pianoforte. Inizialmente Ryo si rifiuta di credere di essere stato assunto da un fantasma, ma presto dovrà ricredersi: Ami, infatti, si impossessa del corpo della sorella ogni volta che intende comunicare con lui. Ryo accetta perciò l'incarico spacciandosi per il fidanzato di Ami. |                   |          |
| 133 | 6  | Storia di un fantasma (seconda parte) 「別れのレクイエムあの面影をもう一度」 - Wakare no rekuiemu ano omokage o mōichido | 30 giugno 1991    | 2005     |
| 133 | 6  | Al conservatorio, l'uomo si rifà vivo per uccidere anche Mami, ma Ryo la salva in tempo sistemando lo psicopatico una volta per tutte. Ami vorrebbe però ascoltare l'audizione della sorella un'ultima volta prima di partire definitivamente per l'aldilà. Kaori decide di prestarle il suo corpo, cosicché le due gemelle possano dirsi addio. |                   |          |
| 134 | 7  | Tutto in un giorno 「あの伊集院隼人氏の極めて平穏な一日」 - Ano Ijūin Hayato shi no kiwamete heionna ichi nichi | 21 luglio 1991    | 2005     |
| 134 | 7  | Miki deve assentarsi per un giorno e affida il suo bar "Cat's Eye" a Umibozu. Ryo si è nascosto nel locale per fuggire da Kaori, infuriata con lui perché non ha accettato il lavoro offerto da un cliente maschio. Mentre Umibozu sta servendo i clienti, improvvisamente nel bar irrompe un uomo armato di fucile che ha appena rapinato una banca. |                   |          |
| 135 | 8  | La donna che grida vendetta 「復讐の美女!リョウに哀しみのブルースを」 - Fukushū no bijo! Ryō ni kanashimi no burūsu o | 28 luglio 1991    | 2005     |
| 135 | 8  | Sonia Field, bellissima ragazza americana, vuole ingaggiare Falcon (Umibozu) per eliminare Ryo e vendicare così la morte del padre Kenny. Quest'ultimo, infatti, era stato ucciso anni prima proprio da Saeba nonostante fosse il suo socio, quando ancora lavorava negli Stati Uniti d'America. Umibozu accetta l'incarico, proponendo di sfidarlo in un duello all'ultimo sangue, e per questo motivo decide di rompere con Miki. |                   |          |
| 136 | 9  | City Hunter morirà all'alba 「硝煙の行方…シティーハンター暁に死す!」 - Shōen no yukue… Shitī hantā akatsuki ni shisu! | 4 agosto 1991     | 2005     |
| 136 | 9  | Il duello si svolge al cimitero dov'è seppellito il fratello di Kaori, il detective Hideyuki Makimura. Sonia scopre che suo padre fu costretto a battersi con Ryo poiché minacciato da una potente organizzazione criminale che altrimenti gli avrebbe ucciso la figlia. La ragazza si precipita da Falcon per farlo smettere, ma il mercenario decide ugualmente di proseguire lo scontro. Fortunatamente il duello si conclude in parità: Ryo e Umibozu sono entrambi feriti, ma ancora vivi.                                                                        |                   |          |
| 137 | 10 | Cenerentola per una notte 「今夜だけこの愛を…都会のシンデレラ物語!」 - Konya dake kono ai o… tokai no shinderera monogatari! | 22 settembre 1991 | 2005     |
| 137 | 10 | Kaori incontra Eriko, ex compagna di liceo ora proprietaria di una boutique. La ragazza intuisce che la giovane investigatrice nutre dei sentimenti per il collega Ryo e con un furbo stratagemma le combina un appuntamento truccandola in modo tale da non essere riconosciuta da lui. I due trascorrono una serata romantica che termina a mezzanotte, proprio come nella fiaba di Cenerentola. Ciononostante, alla fine Ryo capisce che quella ragazza camuffata era proprio la sua assistente.                                                                    |                   |          |
| 138 | 11 | Il detective che amò Saeko 「傷だらけのトリガー!冴子が愛した刑事☆」 - Kizudarake no torigā! Saeko ga aishita keiji☆ | 10 ottobre 1991   | 2005     |
| 138 | 11 | Dopo sei anni Saeko si ritrova a lavorare nuovamente con il detective Asakura, con cui in passato aveva avuto una relazione nonostante fosse molto più giovane di lui. L'uomo è infatti sulle tracce di Rin Ho Shen, un boss della mafia di Hong Kong rifugiatosi in Giappone, che pochi anni prima gli aveva ammazzato moglie e figlia. Preoccupata per il collega, Saeko chiede a Ryo di vigilare su Asakura, il quale è oltretutto in precarie condizioni di salute.                                                                                                |                   |          |
| 139 | 12 | La collana dei ricordi 「追憶の首飾り事件!獠と悪女と槙村と☆」 - Tsuioku no kubikazari jiken ! Ryō to akujo to Makimura to☆ | 10 ottobre 1991   | 2005     |
| 139 | 12 | Kaori e Ryo apprendono dalla tv che la regina del regno di Meraldo, Rika Shiraishi, ha appena divorziato. Nelle immagini, l'ormai ex sovrana indossa una collana a loro familiare, innescando in Ryo un flashback: egli infatti aveva conosciuto Rika alcuni anni prima, la quale lo aveva convinto a rubare quel collier in cambio di un rapporto sessuale. È proprio in quell'occasione che lo sweeper incontra per la prima volta i suoi futuri colleghi e amici Hideyuki Makimura e Saeko Nogami.                                                                  |                   |          |
| 140 | 13 | Ninna nanna funebre 「鎮魂のララバイ遠い国から来た貴公子☆」 - Chinkon no rarabai tōi kuni kara kita kikōshi☆ | 10 ottobre 1991   | 2005     |
| 140 | 13 | Mentre fa visita alla tomba del fratello, Kaori s'imbatte in Hans, un biondo ragazzo austriaco venuto in Giappone per visitare il Paese d'origine della madre, morta quando era molto piccolo. La ragazza decide di ospitarlo a casa sua, ma Ryo lo riconosce subito, dato che si tratta in realtà di un killer molto pericoloso. Hans ha infatti assassinato il boss dell'organizzazione mafiosa per cui lavorava e per questo motivo è ricercato dai suoi membri. Il giovane, però, sembra aver preso in simpatia Kaori, dal momento che gli ricorda molto la madre. |                   |          |